# Andreas Suchanek (Autor)

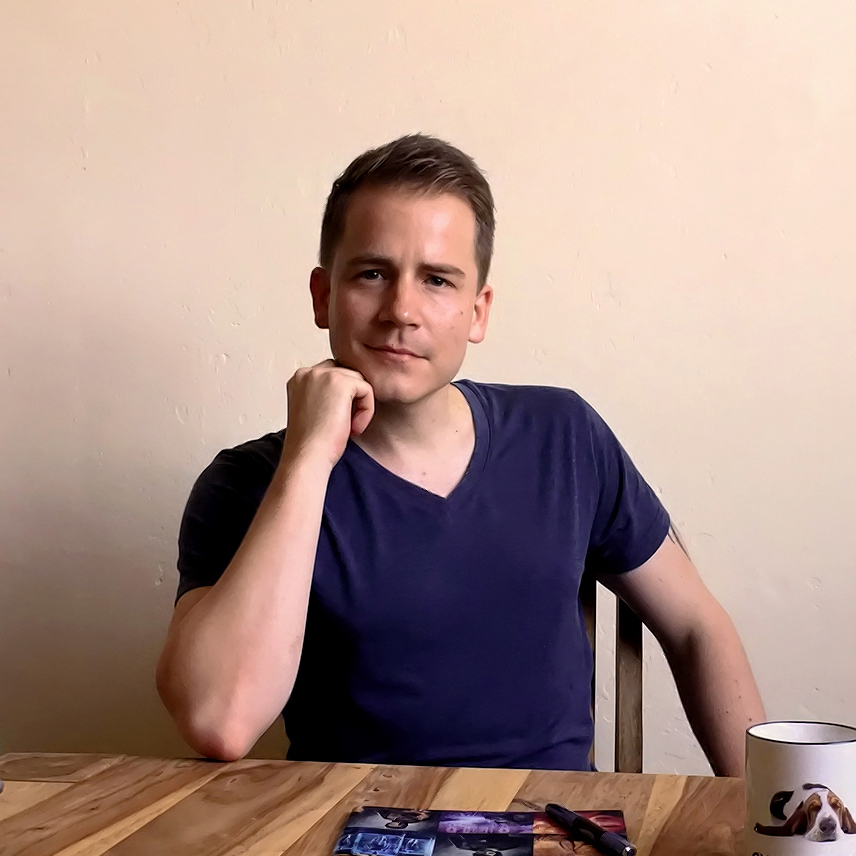
Andreas Suchanek

Andreas Suchanek (geboren am 21. März 1982 in Landau in der Pfalz) ist ein deutscher Fantasy-, Science-Fiction- und Krimi-Autor.

## Leben
Suchanek verfasste in seinen Jugendjahren seine ersten Geschichten und Romane. Nach dem Fachabitur, einer Ausbildung im IT-Bereich und dem Studium der Informatik fing er zunächst nebenberuflich an, seine Geschichten und Romane zu veröffentlichen. Seine ersten professionellen Erfahrungen als Autor machte er als Co-Autor für Heftroman-Serien wie Sternenfaust (Bastei-Verlag), Maddrax (Bastei-Verlag), Professor Zamorra (Bastei-Verlag) oder Perry Rhodan (Pabel-Moewig).
Zusätzlich zu diversen Kurzgeschichten, die in Fantasy-, Steampunk- und Mystery-Anthologien erschienen, schreibt er seit 2012 seine eigenen Serien und veröffentlicht diese in seinem Verlag Greenlight Press. Dazu gehören monatlich erscheinende, zyklisch aufgebaute Reihen wie Das Erbe der Macht, Heliosphere 2265 und der Jugendkrimi Ein MORDs-Team. Sie erscheinen als E-Books, Hörbücher und in gedruckter Form.
Er betreibt seine eigene App, zahlreiche Social-Media-Konten und einen eigenen Blog. Nebenbei organisiert Suchanek die mehrtägige Schreib-WG, wo er zusammen mit anderen deutschen Schriftstellern wohnt und arbeitet. Aus der Wohngemeinschaft heraus übertragen die Bewohner ihre Aktivitäten in das Internet und veranstalten Meet & Greets.
Suchanek wohnt und arbeitet in Karlsruhe.

## Auszeichnungen
- 2016: Deutschen Phantastik Preis: Zweiter Platz[10]
- 2017: LovelyBooks Leserpreis: Zweiter und dritter Platz in der Kategorie E-Book Only[11]
- 2018: LovelyBooks Leserpreis: Sieger in der Kategorie Bestes E-Book Only[12]
- 2018: Skoutz-Award: Sieger im Genre Fantasy[13]
- 2019: Deutscher Phantastik Preis: Sieger in der Kategorie Beste deutschsprachige Serie[14]
- 2021: LovelyBooks Leserpreis Gold in der Kategorie Kinderbücher für Flüsterwald – Durch das Portal der Zeit[15]
- 2022: LovelyBooks Community Award Bronze in der Kategorie Kinderbücher für Flüsterwald - Der Schattenmeister erwacht: Das spannende Staffelfinale![16]
- 2023: Deutscher Science-Fiction-Preis: Andreas Suchanek erreicht mit „Interspace One“ Platz 2 beim Deutschen Science-Fiction-Preis 2023.[17]

## Werke (Auswahl)

### Das Erbe der Macht
- 2016: Schattenchronik 1: Das Erwachen (Bände 1-3), Greenlight Press, Karlsruhe, ISBN 978-3-95834-226-2
- 2017: Schattenchronik 2: Feuerblut (Bände 4-6), Greenlight Press, Karlsruhe, ISBN 978-3-95834-239-2
- 2017: Schattenchronik 3: Ascheatem (Bände 7-9), Greenlight Press, Karlsruhe, ISBN 978-3-95834-240-8
- 2018: Schattenchronik 4: Allmacht (Bände 10-12), Greenlight Press, Karlsruhe, ISBN 978-3-95834-277-4
- 2018: Die Chronik der Archivarin: Der verschollene Mentiglobus, Greenlight Press, Karlsruhe, ISBN 978-3-95834-292-7
- 2018: Aurafeuer (Band 1 als Hörbuch), SAGA Egmont, Hamburg[18]
- 2018: Essenzstab (Band 2 als Hörbuch), SAGA Egmont, Hamburg[19]
- 2018: Wechselbalg (Band 3 als Hörbuch), SAGA Egmont, Hamburg[20]
- 2018: Schattenchronik 1: Das Erwachen (Bände 1-3 als Hörbuch), SAGA Egmont, Hamburg, ISBN 978-3-86974-357-8
- 2019: Feuerblut (Band 4 als Hörbuch), SAGA Egmont, Hamburg[21]
- 2019: Schattenloge 1: Die Rückkehr (Bände 13-15), Greenlight Press, Karlsruhe, ISBN 978-3-95834-320-7
- 2019: Schattenloge 2: In Asche und Blut (Bände 16-18), Greenlight Press, Karlsruhe, ISBN 978-3-95834-344-3
- 2020: Schattenloge 3: Die neue Ordnung (Bände 19-20), Lindwurm Verlag, Hamburg, ISBN 978-3-948695-00-2

### Flüsterwald
- Flüsterwald – Das Abenteuer beginnt. Ueberreuter Verlag, Berlin 2020, ISBN 978-3-7641-5175-1
- Flüsterwald – Der verschollene Professor. Ueberreuter Verlag, Berlin 2021, ISBN 978-3-7641-5176-8
- Flüsterwald – Durch das Portal der Zeit. Ueberreuter Verlag, Berlin 2021, ISBN 978-3-7641-5212-3
- Flüsterwald – Der Schattenmeister erwacht. Ueberreuter Verlag, Berlin 2022, ISBN 978-3-7641-5222-2
- Flüsterwald – Der verborgene Meisterschlüssel. Ueberreuter Verlag, Berlin 2022, ISBN 978-3-7641-5229-1.
- Flüsterwald – Die versteinerten Katzen. Ueberreuter Verlag, Berlin 2023, ISBN 978-3-7641-5230-7.
- Flüsterwald – In den Fängen der Zauberin. Ueberreuter Verlag, Berlin 2023, ISBN 978-3-7641-5231-4.
- Flüsterwald – Der letzte Funken Magie. Ueberreuter Verlag, Berlin 2024, ISBN 978-3-7641-5232-1.

### Heliosphere 2265
- 2016: Der Fraktal-Zyklus 1 – Dunkle Fragmente (Bände 1-4), Greenlight Press, Karlsruhe, ISBN 978-3-95834-158-6
- 2016: Der Fraktal-Zyklus 2 – Entscheidungen (Bände 5-7), Greenlight Press, Karlsruhe, ISBN 978-3-95834-192-0
- 2016: Der Fraktal-Zyklus 3 – Kampf um NOVA (Bände 8-10), Greenlight Press, Karlsruhe, ISBN 978-3-95834-214-9
- 2017: Der Fraktal-Zyklus 4 – Omega (Finalband 1. Zyklus), Greenlight Press, Karlsruhe, ISBN 978-3-95834-234-7
- 2017: Das Marsprojekt 1: Das dunkle System (Bände 1-3), Greenlight Press, Karlsruhe, ISBN 978-3-95834-221-7
- 2017: Das Marsprojekt 2 – Die Rückkehr (Finale), Greenlight Press, Karlsruhe, ISBN 978-3-95834-236-1
- 2017: Der Helix-Zyklus 1 – Die andere Seite (Bände 13-15), Greenlight Press, Karlsruhe, ISBN 978-3-95834-235-4
- 2018: Der Helix-Zyklus 2 – Die Büchse der Pandora (Bände 16-18), Greenlight Press, Karlsruhe, ISBN 978-3-95834-275-0
- 2018: Der Helix-Zyklus 3 – Im Chaos vereint (Bände 19-21), Greenlight Press, Karlsruhe, ISBN 978-3-95834-295-8
- 2019: Der Helix-Zyklus 4 – Die genetischen Schlüssel (Bände 22-24), Greenlight Press, Karlsruhe, ISBN 978-3-95834-322-1

### Ein MORDS-Team
- 2016: Der Fall Marietta King 1 – Die vergessenen Akten (Bände 1-3), Greenlight Press, Karlsruhe, ISBN 978-3-95834-159-3
- 2016: Der Fall Marietta King 2 – Spiel im Schatten (Bände 4-6), Greenlight Press, Karlsruhe, ISBN 978-3-95834-184-5
- 2017: Der Fall Marietta King 3 – In den Trümmern (Bände 7-9), Greenlight Press, Karlsruhe, ISBN 978-3-95834-242-2
- 2018: Der Fall Marietta King 4 – Das Echo des Schreis (Bände 10-12), Greenlight Press, Karlsruhe, ISBN 978-3-95834-279-8
- 2018: Der Fall Corey Parker 1: Die fünfte Dynastie (Bände 13-15), Greenlight Press, Karlsruhe, ISBN 978-3-95834-298-9
- 2019: Der Fall Corey Parker 2: Die Maske fällt (Bände 16-18), Greenlight Press, Karlsruhe, ISBN 978-3-95834-325-2

### Die 12 Häuser der Magie
- 2019: Schicksalswächter, Drachenmond-Verlag, Hürth, ISBN 978-3-95991-691-2

### Einzelveröffentlichungen
- 2022: Interspace One, Piper, ISBN 978-3-492-70634-6
- 2023: Spiegelstadt - Tränen aus Gold und Silber, gemeinsam mit Christian Handel, Knaur, ISBN 978-3-426-46569-1
- 2023: Stolen Kisses, Piper, ISBN 978-3-492-06425-5

### Mitwirkung in Anthologien
- 2012: Aethergarn: Die Steampunk-Chroniken 1, CreateSpace Independent Publishing Platform, ISBN 978-1-4775-6907-8
- 2012: Weltentor: Fantasy, Science Fiction, Mystery, NOEL-Verlag, Oberhausen, ISBN 978-3-95493-002-9
- 2017: In Hexenwäldern und Feentürmen: Eine märchenhafte Anthologie, Drachenmond-Verlag, Hürth, ISBN 978-3-95991-266-2

### Beiträge zu Heftromanserien
- Sternenfaust 2011–2012 Bände 161, 167, 171, 176 (mit Thomas Höhl), 179, 184, 188, 195
- Maddrax 2012–2015: Bände 335, 341, 345, 353, 364, 368, 370 & 395
- Professor Zamorra 2013–2014: Bände 1012, 1022, 1033, 1057, 1068
- Perry Rhodan 2014: Stardust 8: Anthurs Ernte (auch digital mit ISBN 978-3-8453-3237-6)